# أندري إسترات
أندري إسترات (بالرومانية: Andrei Istrate)‏ هو لاعب كرة قدم روماني في مركز الهجوم، ولد في 15 مارس 2002 في Hațeg ‏ في رومانيا. لعب مع ستيوا بوخارست ونادي بوليتكنيكا ياش.

## وصلات خارجية
- أندري إسترات على موقع قاعدة بيانات كرة القدم.إي يو (الإنجليزية)
- أندري إسترات على موقع Soccerway.com (الإنجليزية)